# Rạn san hô Belize Barrier
Rạn san hô Belize Barrier là một loạt các rạn san hô trải dài theo bờ biển Belize, khoảng khoảng 300 mét (980 ft) ngoài khơi ở phía bắc và 40 km (25 dặm) ở phía nam bờ biển. Nó được biết đến như là một phần dài 300 km của Hệ thống Rạn san hô Trung Bộ châu Mỹ dài 900 km liên tục từ Cancún trên mũi phía đông bắc bán đảo Yucatán qua Riviera Maya xuống tới Honduras khiến nó trở thành rạn san hô lớn thứ ba thế giới sau Rạn san hô Great Barrier ở Úc và Rạn san hô Nouvelle-Calédonie ở New Caledonia. Đây là điểm đến du lịch hàng đầu của Belize, phổ biến cho lặn biển và thu hút gần một nửa trong số 260.000 khách đến đây. Nó cũng là khu vực quan trọng đối với ngành công nghiệp đánh cá của đất nước. Charles Darwin từng mô tả nó là rạn san hô đáng chú ý nhất tại Tây Ấn vào năm 1842.
Ngoài rạn san hô chính, nó còn có các đảo san hô vòng của khu vực Caribe là Turneffe Atoll, Glover's Reef và Lighthouse Reef. Trong đó Lighthouse Reef được biết đến là khu vực lặn biển đông nhất tại Belize, nơi có Great Blue Hole (được biết đến là Hố Xanh) được Jacques Cousteau phát hiện ra vào năm 1970. Đảo san hô vòng Turneffe là đảo san hô gần bờ biển Belize nhất.

## Mô tả
Đây là rạn san hô lớn nhất ở Bắc bán cầu và lớn thứ ba trên thế giới, Belize Barrier là hệ thống tự nhiên nổi bật bao gồm các rạn san hô ven biển, các đảo san hồ ngoài khơi, bãi cát, rừng ngập mặn, các đầm phá ven biển và khu vực thiên nhiên tại các cửa sông. Một số địa điểm trong khu bảo tồn là minh chứng sống cho sự tiến hóa lịch sử của san hô và là môi trường sinh sống quan trọng của một số loài động vật đang bị đe dọa. Tại đây có nhiều loài động thực vật bao gồm: 70 loài san hô cứng, 36 loài san hô mềm, 500 loài cá, hàng trăm loài động vật không xương sống nhưng ước tính mới chỉ phát hiện được 10% số loài san hô và 90% số loài cần nghiên cứu.
Phần lớn rạn san hô được bảo vệ bởi các khu vực bảo tồn tự nhiên bao gồm 7 khu bảo tồn biển bảo vệ 450 đảo cát, 3 đảo san hô với tổng diện tích là 960 kilômét vuông (370 dặm vuông Anh). Các khu bảo tồn này là:
- Khu bảo tồn biển Glover's Reef
- Great Blue Hole
- Khu bảo tồn biển South Water Caye (khu bảo tồn biển lớn nhất Belize)
- Half Moon Caye
- Khu bảo tồn biển Hol Chan
- Các đảo cát bao gồm: Ambergris Caye, Caye Caulker, Caye Chapel, St. George's Caye, Carrie Bow Caye, English Caye, Rendezvous Caye, Gladden Caye, Ranguana Caye, Long Caye, Moho Caye, Blackbird Caye, Three Corner Caye, Northern Caye, Tobacco Caye và Sandbore Caye

Rạn san hô Belize Barrier được UNESCO công nhận là di sản thiên nhiên thế giới vào năm 1996 nhờ cảnh quan tự nhiên cùng sự đa dạng sinh học và là nơi quan trọng trong việc bảo tồn một số loài quan trọng trong đó có cá sấu nước mặn, lợn biển và rùa biển. Vào tháng 12 năm 2010, Belize trở thành quốc gia đầu tiên trên thế giới ban hành việc cấm đánh bắt cá bằng lưới. Vào tháng 12 năm 2015, Belize cấm việc khoan và thăm dò dầu khí ngoài khơi bờ biển trong bán kính 1 km từ rạn san hô Belize Barrier.
Mặc dù đã thực hiện các biện pháp bảo vệ nhưng rạn san hô này vẫn bị ảnh hưởng bởi tình trạng ô nhiễm môi trường biển, du lịch, vận tải biển và việc đánh bắt cá không kiểm soát được. Các mối đe dọa khác bao gồm các cơn bão, sự nóng lên toàn cầu dẫn đến nước biển ấm lên gây ra hiện tượng tẩy trắng san hô (san hô chết). Các nhà khoa học cho rằng, hơn 40% rạn san hô của Belize đã bị hư hại kể từ năm 1998.